# Guarino di Sion
Guarino (Mousson, 1065 circa – Aulps, 27 agosto 1150) fu abate cistercense di Aulps e vescovo di Sion. Il suo culto come santo iniziò nel 1701.

## Biografia
Di nobile famiglia, entrò tra i benedettini di Molesme sotto l'abate Roberto e passò poi al monastero di Aulps, di cui fu superiore.
Sotto il suo governo il monastero di Aulps ottenne l'esenzione dalla giurisdizione dell'abbazia di Molesme e, nel 1136, si affiliò all'abbazia di Chiaravalle aderendo alla riforma cistercense.
Nel 1138 papa Innocenzo II lo nominò vescovo di Sion.

## Culto
Le sue reliquie furono venerate nell'abbazia di Aulps fino a quando, con la rivoluzione francese, i monaci dovettero abbandonare il monastero; nel 1804 furono trasferite nella chiesa parrocchiale di Saint-Jean-d'Aulps e nel 1886 in quella di Plan d'Avoz. Alcune reliquie furono donate alla chiesa di Jeuxey nel 1873.
Furono i foglianti italiani a celebrarne per primi la festa nel 1701 e successivamente la celebrazione fu estesa a tutto l'ordine cistercense.
La memoria di san Guarino era celebrata anche nella diocesi di Sion e, dal 1777, in quella di Ginevra.
Il suo elogio si legge nel Martirologio romano al 27 agosto.